# Culcita (plant)
Culcita is een klein geslacht met twee soorten terrestrische varens uit de familie Culcitaceae, een familie van boomvarens. Het zijn tropische en subtropische terrestrische varens.

## Naamgeving en etymologie
- Synoniem: Dicksonia subgen. Balantium Hook

De botanische naam Culcita is afkomstig van het Latijnse 'culcita' (kussen).

## Kenmerken
Culcita-soorten bezitten kruipende of rechtopstaande wortelstokken bezet met haren. De bladen zijn groot, 4- tot 5 maal geveerd, eveneens schaars behaard, met een gootvormige vaatbundel.
De sporenhoopjes liggen aan het uiteinde van de nerven tegen de bladrand en zijn afgedekt met een dekvliesje.

## Verspreiding
Culcita-soorten zijn terrestrische varens uit de Azoren, Madeira, Tenerife, Zuidwest-Europa en de neotropen.

## Taxonomie
Het geslacht Culcita omvat slechts twee soorten. De typesoort is Culcita macrocarpa.

### Soortenlijst
- Culcita coniifolia (Hook.) Maxon (1911) (Zuid-Amerika)
- Culcita dubia  (Australië)
- † Culcita formosae (Christ) Maxon (1922) (Taiwan)
- Culcita macrocarpa C. Presl (1836) (Iberisch schiereiland, Macaronesië)